# 윤택중
윤택중(尹宅重, 1913년 ~ 2002년 1월 26일)은 대한민국의 공무원, 정치인이다. 제2·4·5대 국회의원을 지냈다.
1961년 5월 3일에 장면 내각에 의해 발탁되어 문교부 장관으로 임명되었지만, 1961년 5·16 군사 정변 직후 개각으로 단 17일 만에 물러났다. 호는 명천(鳴川)이다.

## 한국민주당 창당
윤택중은 1945년에 창당되었던 정당으로 한국민주당(韓國民主黨)에 연락부의 일원으로 참여하였는데 약칭 한민당이라고 하였다.
1945년 9월 16일 서울 천도교기념관에서 발기인 1,600여 명이 모여 창당대회를 가졌다. 이에 참석한 정당·단체는 고려민주당·조선민족당·한국국민당·국민대회준비회·충칭(重慶)임시정부 및 연합군환영준비위원회 등이었다.
이들 정당·단체를 대표하는 민족지도자들은 1945년 9월 4일 서울 종로국민학교에서 대표 82명이 모여 신당발기총회를 가지고 당명을 ‘한국민주당’으로 결정하였으며, 9월 8일에는 한국민주당 발기인 1,000여 명 명의로 조선인민공화국 타도성명서를 발표하고 충칭임시정부 절대지지태도를 밝혔다.
9월 21·22일에는 총회위임에 따라 지역을 안배한 조선민족당·한국국민당 공동비율로 8인의 총무(후일 1인 추가)와 사무국 외 각 부서와 중앙감찰위원 30인을 선출함으로써 당의 체제를 모두 갖추고 송진우(宋鎭禹)를 수석총무로 선출하였다.
정강은 ① 조선민족의 자주독립국가 완성을 기함, ② 민주주의 정체수립을 기함, ③ 근로대중의 복리증진을 기함, ④ 민족문화를 앙양하여 세계문화에 공헌함, ⑤ 국제헌장을 준수하여 세계평화의 확립을 기함이었다.
정책은 ① 국민기본생활의 확보, ② 호혜평등의 외교정책 수립, ③ 언론·출판·집회·결사 및 신앙의 자유, ④ 교육 및 보건의 기회균등, ⑤ 중공업주의의 경제정책 수립, ⑥ 토지제도의 합리적 재편성, ⑦ 국방군의 창설 등이었다.
부서와 인선 명단
 영수(領袖), 이승만(李承晩)·김구(金九)·이시영(李始榮)·문창범(文昌範)·서재필(徐載弼)·권동진(權東鎭)·오세창(吳世昌) 
 중앙집행위원, 수석총무 송진우 
총무 원세훈(元世勳)·백관수(白寬洙)·서상일(徐相日)·김도연(金度演)·허정(許政)·백남훈(白南薰)·조병옥(趙炳玉)·김동원(金東元) 
사무국장 나용균(羅容均), 서무 이병헌(李炳憲), 문서 정광호(鄭光好), 수급(需給) 서기준(徐基俊), 회계 유흥산(劉興山)
외무부에 부장 장덕수(張德秀)와 윤보선(尹潽善)·윤치영(尹致暎)·구자옥(具滋玉)·이활(李活) 외 5인 
조직부에 부장 김약수(金若水)와 김종범(金鍾範)·김재학(金載學)·서용길(徐容吉)·배섭(裵涉) 외 15인 
선전부에 부장 함상훈(咸尙勳)과 백낙준(白樂濬)·이하윤(異河潤)·송남헌(宋南憲)·곽상훈(郭尙勳) 외 5인 
정보부에 부장 박찬희(朴瓚熙)와 고병남(高炳南)·임봉순(任鳳淳)·이길용(李吉用)·김덕은(金德殷) 외 5인 
노동부에 부장 홍성하(洪性夏)와 전진한(錢鎭漢)·변희용(卞熙용)·성낙훈(成樂勳)·나경석(羅景錫) 외 5인 
 문교부에 부장 김용무(金用茂)와 양원모(梁元模)·양주동(梁柱東)·오종식(吳宗植)·신도성(愼道晟) 외 5인 
후생부에 부장 이운(李雲)과 유자후(柳子厚)·이원철(李源喆)·김효석(金孝錫)·한진희(韓珍熙) 외 5인 
 조사부에 부장 유진희(兪鎭熙)와 이관구(李寬求)·정노식(鄭魯湜)·장발(張勃)·손재형(孫在馨) 외 5인 
 연락부에 부장 최윤동(崔允東)과 서상천(徐相天)·김산(金山)·윤택중(尹宅重)·김법린(金法麟)·유석창(劉錫昶) 외 5인 
 청년부부장 박명환(朴明煥), 지방부부장 조헌영(趙憲泳), 훈련부부장 서상천 
 중앙감찰위원으로는 위원장 김병로(金炳魯)와 서정희(徐廷禧)·현상윤(玄相允)·유억겸(兪億兼)·이기붕(李起鵬) 외 20인이었다.

## 2·4파동 사건
2·4파동(二四波動)은 1958년 12월 24일 국회에서 자유당 정권이 무술 경위를 동원하여 야당의원들을 폭력으로 몰아낸 가운데 새로운 ＜국가보안법＞을 비롯한 여러 법안들을 통과시킨 일련의 정치파동으로 처리 과정에서 야당의원들이 부상을 입었으며 ＜국가보안법＞ 통과가 초점이었으므로 ‘보안법파동’이라고도 한다. 이 사건으로 반항하던 야당의원 중 윤택중을 비롯하여 김상돈(金相敦)·조일환(曺逸煥)·허윤수(許潤秀)·유성권(劉聖權)·전영석(田泳奭)·박창화(朴昌華)·구철회(具喆會)·김재곤(金載坤)·김응주(金應柱)·박순천(朴順天)·조일재(趙一載) 등 12명의 의원이 세브란스병원에 입원하는 사태가 벌어졌다.

## 학력
- 일본 유학
- 일본 주오 대학 법과 졸업
- 1985년단국대학교 명예법학박사

## 경력
- 전라북도 교육청 학무국장
- 전주명륜대 학장
- 문교위원회 위원장
- 1954년 단국대학교 학장
- 제2대, 제4대, 제5대 국회의원
- 1960년 문교부 정무차관
- 문교부 장관
- 1961년 5월 20일 5·16 군사 정변으로 사퇴
- 1971년 신민당 지도위원회 부의장
- 민족통일국민운동본부 상임공동대표
- 1993년 민족사바로찾기국민회의 제4대 의장(~2002년)
- 2002년 사망

## 역대 선거 결과
|  | 13.70% |

|  | 21.20% |

|  | 40.85% |

|  | 45.45% |

|  | 22.30% |

|  | 44.67% |

|  | 12.87% |

## 같이 보기
- 제2공화국
- 윤보선
- 장면
- 곽상훈
- 박순천
- 현석호
- 장준하
- 정일형
- 이홍렬
- 선우종원
- 주요한
- 최규하
- 5.16 군사 정변

## 참고 문헌
- 『한국민주당소사』, 김준연, 한국민주당선전부(1948년)
- 『한국정당발달사』, 이기하, 의회정치사(1961년)
- 『대한민국정당사』,  중앙선거관리위원회(1973년)